# Necrópolis de Borak
La necrópolis de Borak con stećaks se encuentra en Bosnia y Herzegovina en la colina de Borak, junto al pueblo de Burati, a una altitud de 140 m. A la derecha de la carretera principal Sokolac-Rogatica. El monumento nacional se encuentra en el lugar que incluye el pueblo de Kramer, municipio de Rogatica. En la necrópolis se registraron 212 esteas visibles, de las cuales la mayor parte está orientada en dirección este-oeste, y la menor número en dirección norte-sur.

## Historia
No hay suficientes datos para arrojar luz sobre las condiciones políticas y sociales de esta región durante la Edad Media. A partir de los restos de bienes culturales materiales, se puede concluir que hubo un asentamiento en Rogatica en la Edad Media. Dos hechos significativos apuntan a ello, a saber, el trazado de la antigua carretera medieval de Dubrovnik de Dubrovnik a Srebrenica, que pasaba por Rogatica, y los restos de las fortificaciones que aún existen hoy en día cerca de la propia ciudad. En el documento del archivo de Dubrovnik, hay información de que en los siglos XIV y XV Rogatica era el centro de una rica región ganadera, que abastecía de ganado a Dubrovnik. En ese momento, Rogatica estaba conectada a la fortaleza de Borač, y a la familia noble de sus señores Radinović-Pavlović.
La primera y más antigua fortaleza estaba en el lado opuesto de Mesići, entre los actuales pueblos de Borač y Bričigovo, donde aún se pueden ver los restos de la fortaleza.
En el período de 1417 a 1436, Borač se convirtió en un destino muy importante para las caravanas. Se dice que atrajo a los comerciantes, no solo como la capital de Pavlović, sino también como un punto de parada conveniente para el noreste de Bosnia. La carretera de Dubrovnik se bifurcaba cerca de Goražde y bajaba a Borač, y desde allí continuaba hasta Srebrenica y Zvornik. Los comerciantes que iban desde el valle de Lim a la región de Vrhbosna también pasaban por Borač.
Cuando Srebrenica quedó bajo el control del estado serbio en 1411, Borač se convirtió en una ciudad fronteriza. El gobierno de Dubrovnik ordena a sus comerciantes que descarguen todas las mercancías destinadas a Srebrenica y Zvornik en Borač, en la frontera con el estado serbio, y que esperen allí a que se resuelvan las disputas que surjan sobre la frontera.

## Stećaks
Con la aparición de las primeras minas y ciudades en la Bosnia medieval, se cumplieron todos los requisitos previos para la aparición del stećak en estas zonas. Los stećaks eran una nueva forma de marcar las tumbas con lápidas, que en Europa comenzó un poco antes, en los siglos XII y XIII. Sin embargo, las lápidas medievales son características de la zona del estado bosnio medieval, donde los stećaks aparecen como parte de una continuidad sepulcral ininterrumpida en la zona bosnia cuyas raíces se remontan a la prehistoria. Los Stećci se extienden por toda Bosnia y Herzegovina (excepto Posavina y la parte occidental de la Krajina bosnia). Los nombres que la gente usaba para los stećaks, a menudo en paralelo, son bilig, käm, zlamen, kuća, stari greb, divovsko kamenje, y para las necrópolis kaursko greblje, todos los cuales se pueden encontrar en las inscripciones de los propios stećaks.

## Trabajos de investigación y conservación-restauración
En la década de 1950, la Dirección del Museo Nacional de Sarajevo comenzó a investigar las necrópolis y los stećaks. En el yacimiento de Borak, se determinó que hay unos 150 stećaks, de los cuales 110 cofres y unos 40 frontones. También afirman que los stećci estaban bien cortados, pero que solo tres estaban decorados. De estos, un cofre y dos frontones. Los motivos son una luna creciente, una roseta, una mano con una espada y representaciones de un perro, un ciervo, un hombre y un oso.

### El estado actual de la necrópolis de Borak
En la última inspección, realizada en 2008, se contabilizaron un total de 214 estećaks visibles, y se concluyó que el número podría ser mayor. Los diversos tipos de musgo y líquenes están presentes en la mayoría de los stećaks, que dañan la estructura de piedra. La necrópolis de stećak se encuentra en un bosque de robles jóvenes y que también lo cubrió de hojas caídas. La mayoría de los estećaks estaban parcial o totalmente hundidos y muy cubiertos de musgo, mientras que debajo de muchas piedras se observaron agujeros cavados por varios animales, que también ponían en peligro su estructura e integridad. La mayoría de los stećaks están orientados en la dirección este-oeste, mientras que pocos se desvían en la dirección norte-sur.

## Protección
Desde noviembre de 2008, la zona histórica de la necrópolis de Borak con los stećaks ha sido declarada Monumento Nacional de Bosnia y Herzegovina por el KONS.

## Galería
|  |
|  |

|  |
|  |

|  |
|  |

|  |
|  |

|  |
|  |